# 奇形橐吾
奇形橐吾（学名：Ligularia paradoxa）为菊科橐吾属下的一个种。

## 扩展阅读
- 維基物種上的相關：奇形橐吾